# Andrew Fire
Andrew Zachary Fire (Palo Alto, 27 april 1959) is een Amerikaans bioloog en samen met Craig Mello de winnaar van de Nobelprijs voor de Fysiologie of Geneeskunde in 2006 voor de ontdekking van RNA-interferentie.

## Biografie
Fire werd geboren in Palo Alto, Santa Clara Country in Californië, en groeide op in Sunnyvale. Na zijn afstuderen aan het Fremont High School ging hij naar de Universiteit van Californië - Berkeley waar hij in 1978 zijn bachelor in de wiskunde behaalde. Hij behaalde onder Nobellaureaat Phillip Allen Sharp zijn PhD in biologie aan het Massachusetts Institute of Technology in 1983.
Later werkte hij in Cambridge in het laboratorium voor moleculaire biologie van het Medical Research Concil (MRC), met onder ander Sydney Brenner. Tussen 1986 en 2003 werkte hij aan het Carnegie Institution of Washington, afdeling embryologie in Baltimore. Het eerste werk over dubbelstrengs RNA als trigger van het stilleggen van genen werd toen gepubliceerd.
In 1989 werd hij adjunct professor in Biologie aan de Johns Hopkins-universiteit. Vanaf 2003 is hij hoogleraar pathologie en genetica aan de School of Medicine van de Stanford-universiteit. In 2004 werd Fire onderscheiden met de Dr. A.H. Heinekenprijs voor Biochemie en Biofysica.

## Werk
Samen met Mello wordt Fire beschouwd als grondlegger van RNA-interferentie, door werk dat ze samen met de collega's SiQun Xu, Mary Montgomery, Stephen Kostas en Sam Driver, in 1998 in Nature werd gepubliceerd. Middels onderzoek aan het wormpje Caenorhabditis elegans ontdekten ze dat met kleine stukjes dubbelstrengs RNA bepaalde genen in het wormpje konden stilleggen door het onderscheppen van mRNA en zo de vorming van bepaalde eiwitten blokkeren.
Sinds de ontdekking ervan is RNA-interferentie een belangrijk onderzoeksgebied geworden onder zowel biologen als medici. Deze techniek biedt namelijk talrijke mogelijkheden voor de ontwikkeling van nieuwe generatie geneesmiddelen en behandelmethodes voor allerlei aandoeningen.
- Bibliothèque nationale de France: cb150754238 (data)
- DBLP: 70/1757
- Gemeinsame Normdatei: 122017310X
- International Standard Name Identifier: 0000 0000 0200 6140
- Library of Congress Control Number: n85812344
- ORCID: 0000-0001-6217-8312
- Système universitaire de documentation: 085755419
- Virtual International Authority File: 16235715
- WorldCat: E39PCjyJtgqfFBpdfK8Y4Pb9j3

1901: Behring · 
1902: Ross · 
1903: Finsen · 
1904: Pavlov · 
1905: Koch · 
1906: Golgi, Ramón y Cajal · 
1907: Laveran · 
1908: Mechnikov, Ehrlich · 
1909: Kocher · 
1910: Kossel · 
1911: Gullstrand · 
1912: Carrel · 
1913: Richet ·
1914: Bárány · 
1919: Bordet · 
1920: Krogh · 
1922: Hill, Meyerhof · 
1923: Banting, Macleod · 
1924: Einthoven ·
1926: Fibiger · 
1927: Wagner-Jauregg · 
1928: Nicolle · 
1929: Eijkman, Hopkins · 
1930: Landsteiner · 
1931: Warburg · 
1932: Sherrington, Adrian · 
1933: Morgan · 
1934: Whipple, Minot, Murphy · 
1935: Spemann · 
1936: Dale, Loewi · 
1937: Szent-Györgyi · 
1938: Heymans · 
1939: Domagk · 
1943: Dam, Doisy · 
1944: Erlanger, Gasser · 
1945: Fleming, Chain, Florey · 
1946: Muller · 
1947: C. Cori, G. Cori, Houssay · 
1948: Müller · 
1949: Hess, Moniz · 
1950: Kendall, Reichstein, Hench · 
1951: Theiler · 
1952: Waksman · 
1953: Krebs,Lipmann ·
1954: Enders, Weller, Robbins · 
1955: Theorell · 
1956: Cournand, Forssmann, Richards · 
1957: Bovet · 
1958: Beadle, Tatum, Lederberg · 
1959: Ochoa, Kornberg · 
1960: Burnet, Medawar · 
1961: Békésy · 
1962: Crick, Watson, Wilkins · 
1963: Eccles, Hodgkin, Huxley · 
1964: Bloch, Lynen · 
1965: Jacob, Lwoff, Monod · 
1966: Rous, Huggins · 
1967: Granit, Hartline, Wald · 
1968: Holley, Khorana, Nirenberg · 
1969: Delbrück, Hershey, Luria · 
1970: Katz, Euler, Axelrod · 
1971: Sutherland · 
1972: Edelman, Porter · 
1973: Frisch, Lorenz, Tinbergen · 
1974: Claude, De Duve, Palade · 
1975: Baltimore, Dulbecco, Temin ·
1976: Blumberg, Gajdusek · 
1977: Guillemin, Schally, Yalow · 
1978: Arber, Nathans, Smith · 
1979: Cormack, Hounsfield · 
1980: Benacerraf, Dausset, Snell · 
1981: Sperry, Hubel, Wiesel · 
1982: Bergström, Samuelsson, Vane · 
1983: McClintock · 
1984: Jerne, Köhler, Milstein · 
1985: Brown, Goldstein · 
1986: Cohen, Levi-Montalcini · 
1987: Tonegawa · 
1988: Black, Elion, Hitchings · 
1989: Bishop, Varmus · 
1990: Murray, Thomas · 
1991: Neher, Sakmann · 
1992: Fischer, Krebs · 
1993: Roberts, Sharp · 
1994: Gilman, Rodbell · 
1995: Lewis, Nüsslein-Volhard, Wieschaus · 
1996: Doherty, Zinkernagel · 
1997: Prusiner · 
1998: Furchgott, Ignarro, Murad · 
1999: Blobel · 
2000: Carlsson, Greengard, Kandel ·
2001: Hartwell, Hunt, Nurse · 
2002: Brenner, Horvitz, Sulston · 
2003: Lauterbur, Mansfield · 
2004: Axel, Buck · 
2005: Marshall, Warren ·
2006: Fire, Mello ·
2007: Capecchi, Smithies, Evans ·
2008: Zur Hausen, Barré–Sinoussi, Montagnier ·
2009: Blackburn, Greider, Szostak ·
2010: Edwards ·
2011: Beutler, Hoffmann, Steinman ·
2012: Gurdon, Yamanaka ·
2013: Rothman, Schekman, Südhof ·
2014: O'Keefe, Moser, Moser ·
2015: Campbell, Omura, Tu ·
2016: Osumi ·
2017: Hall, Rosbash, Young ·
2018: Allison, Honjo ·
2019: Kaelin, Ratcliffe, Semenza ·
2020: Alter, Houghton, Rice ·
2021: Julius, Patapoutian ·
2022: Pääbo ·
2023: Karikó, Weissman ·
2024: Ambros, Ruvkun